# Halcampoides
Halcampoides is een geslacht van zeeanemonen uit de klasse van de Anthozoa (bloemdieren).

## Soorten
- Halcampoides abyssorum Danielssen, 1890
- Halcampoides purpureus (Studer, 1879)
- Halcampoides kerguelensis Pax, 1922
- Halcampoides elongatus Carlgren in Stephens, 1912
- Halcampoides purpurea (Studer, 1879)